# Supercoppa turca (pallavolo femminile)
La Supercoppa turca è un trofeo per squadre di club turche organizzato dalla TVF.

## Formula
La Supercoppa turca si svolge annualmente dal 2009 e vede sfidarsi in una gara unica la squadra vincitrice dello scudetto e quella vincitrice della Coppa di Turchia: nel caso in cui una squadra abbia vinto entrambe le competizioni come sfidante viene scelta la finalista di Coppa di Turchia.

## Albo d'oro
| Edizione      | Edizione          | Podio         | Podio         | Podio         |               |
| Anno          | Sede della finale | Campione      | Risultato     | Finalista     |               |
| ------------- | ----------------- | ------------- | ------------- | ------------- | ------------- |
| 2009 Dettagli | Ankara            | Fenerbahçe    | 3 - 0         | Eczacıbaşı    |               |
| 2010 Dettagli | Istanbul          | Fenerbahçe    | 3 - 1         | VakıfBank GS  |               |
| 2011 Dettagli | Ankara            | Eczacıbaşı    | 3 - 1         | Fenerbahçe    |               |
| 2012 Dettagli | Ankara            | Eczacıbaşı    | 3 - 0         | Galatasaray   |               |
| 2013 Dettagli | Ankara            | VakıfBank     | 3 - 2         | Eczacıbaşı    |               |
| 2014 Dettagli | Ankara            | VakıfBank     | 3 - 0         | Fenerbahçe    |               |
| 2015 Dettagli | Ankara            | Fenerbahçe    | 3 - 2         | VakıfBank     |               |
| 2016          | Non disputata     | Non disputata | Non disputata | Non disputata | Non disputata |
| 2017 Dettagli | Ankara            | VakıfBank     | 3 - 0         | Fenerbahçe    |               |
| 2018 Dettagli | Ankara            | Eczacıbaşı    | 3 - 1         | VakıfBank     |               |
| 2019 Dettagli | Smirne            | Eczacıbaşı    | 3 - 2         | VakıfBank     |               |
| 2020 Dettagli | Istanbul          | Eczacıbaşı    | 3 - 2         | VakıfBank     |               |
| 2021 Dettagli | Istanbul          | VakıfBank     | 3 - 0         | Eczacıbaşı    |               |
| 2022 Dettagli | Istanbul          | Fenerbahçe    | 3 - 0         | VakıfBank     |               |
| 2023 Dettagli | Istanbul          | VakıfBank     | 3 - 2         | Fenerbahçe    |               |
| 2024 Dettagli | Istanbul          | Fenerbahçe    | 3 - 1         | Eczacıbaşı    |               |

## Palmarès
| Squadra    | Titolo | Edizione                     |
| ---------- | ------ | ---------------------------- |
| Eczacıbaşı | 5      | 2011, 2012, 2018, 2019, 2020 |
| VakıfBank  | 5      | 2013, 2014, 2017, 2021, 2023 |
| Fenerbahçe | 5      | 2009, 2010, 2015, 2022, 2024 |